# Белорусско-бразильские отношения
Белорусско-бразильские отношения — контакты между Беларусью и Бразилией. Бразилия по состоянию на 2008 год является главным торговым партнером Беларуси в Латинской Америке — в 2008 году взаимный товарооборот двух стран составил 1228,9 млн долларов. Основным товаром, поставляемым Беларусью (как и Россией) в Бразилию являются на 2008 год удобрения, а основным товаром, поставляемым из Бразилии в Беларусь — сахар. Беларусь и Бразилия установили дипломатические отношения в 1992 году.
Бразилия является членом БРИКС, в то время как Беларусь является страной-партнëром.

## Белорусско-бразильская торговля
В 1992 году белорусские поставки в Бразилию составили 14,9 млн долларов (1,40 % белорусского экспорта в 1992 году во все страны), а бразильский экспорт в Беларусь почти отсутствовал. Через десять лет товарооборот резко увеличился, причем бразильский экспорт превысил импорт из Беларуси. В 2002 году двусторонний товарооборот составил 193,9 млн долларов, в том числе бразильские поставки — 104,5 млн долларов. Но уже в 2007 году белорусский экспорт резко превысил бразильский импорт в Беларусь.

Экспорт из Беларуси в Бразилию (на 2008 год — 1073,8 млн долларов, 3,26 % всего белорусского экспорта): главным образом удобрения (в 2008 году на 980 млн долларов), шины (25,4 млн долларов), подшипники.

Импорт в Беларусь из Бразилии (на 2008 год 155,1 млн долларов — 0,39 % белорусского импорта): в основном сахар (71,6 млн долларов в 2008 году) и части и принадлежности для автомобилей и тракторов (28,2 млн долларов в 2008 году), также концентраты кофе и чая, овощные и фруктовые соки, отходы соевого масла, сигареты и табачное сырье, полимеры этилена.
Динамика внешней торговли в 2011—2019 годах (млн долларов):

## Противоречия между бразильской и белорусской статистикой двусторонней торговли
Данные белорусской и бразильской статистики довольно сильно расходятся. Например, по белорусским данным поставки в Бразилию из Беларуси составили в 2002 году 104,5 млн долларов, по бразильским данным — только 1,5 млн долларов. Такое большое расхождение исследователь К. П. Андриевский объясняет тем, что значительная часть белорусских поставок в Бразилию приходилась на посредников.

## Дипломатические представительства
- Беларусь имеет посольство в Бразилиа[5]. Чрезвычайный и полномочный посол Беларуси в Бразилии — Андрей Владимирович Андреев.
- Бразилия имеет посольство в Минске[6]. Чрезвычайный и полномочный посол Бразилии в Беларуси — Пауло Фернандо Диас Ферес.